# 사랑의 십자가
"사랑의 십자가"는 1959년 공개된 대한민국의 영화이다.

## 배역
- 김지미
- 김석훈
- 김동원
- 황정순
- 문혜란
- 허장강